# Henriette Katharina Agnes von Anhalt-Dessau

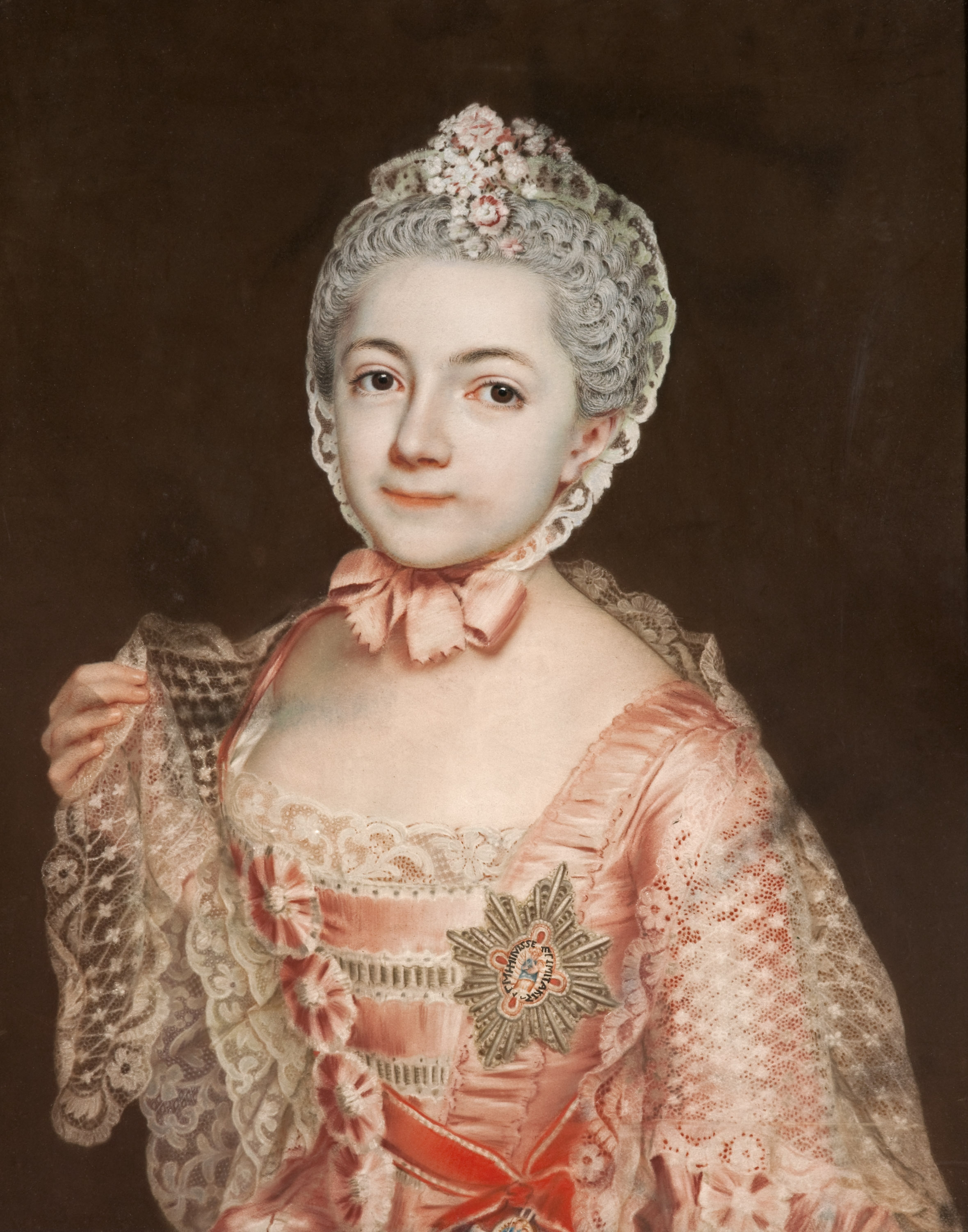
Prinzessin Agnese von Anhalt-Dessau

Henriette Katharina Agnes von Anhalt-Dessau (* 5. Juni 1744 in Dessau; † 15. Dezember 1799 in Dessau) war eine Prinzessin von Anhalt-Dessau, Dechantin im Stift Herford und durch Heirat Freifrau von Loën.

## Leben
Agnes, auch Agnese genannt, war eine Tochter des Fürsten Leopold II. von Anhalt-Dessau (1700–1751) aus dessen Ehe mit Gisela Agnes (1722–1751), Tochter des Fürsten Leopold von Anhalt-Köthen. Bereits im Alter von sechs Monaten wurde Agnes Kanonissin im Stift Herford, was ihr eine lebenslange Versorgung sichern sollte. Zu ihren Schwestern Maria Leopoldine und Kasimire entwickelte sich ein besonders inniges Verhältnis. Sie folgte ihnen nach Detmold, als sie sich dorthin vermählten. Als älteste Schwester übernahm Agnes die Repräsentationspflichten am Dessauer Hof bis zur Verheiratung ihres Bruders Leopold III, danach zog sie wiederum nach Detmold und nach dem Tod ihrer Schwester lebte sie ab 1769 im Stift Herford, wo sie Dechantin wurde.
Sie heiratete am 26. Oktober 1779 in Haus Bosfeld Freiherr Johann Jost von Loën, Herr auf Cappeln und Tecklenburg (1737–1803), einem Sohn des Johann Michael von Loën. Johann Josts Mutter war eine Cousine ersten Grades von Catharina Elisabeth Goethe, der Mutter von Johann Wolfgang von Goethe. Agnes und Johann Jost lebten seit 1795 in Dessau und hatten regen Anteil am gesellschaftlichen Leben der Stadt. Mit dem Verwandten Goethe stand die Familie in engem Kontakt. So schrieb dieser nach einem Besuch im Jahr 1796: „In Dessau ergötzte uns die Erinnerung an frühere Zeiten: die Familie von Loën zeigte sich als eine angenehme, zutrauliche Verwandtschaft, und man konnte sich der frühesten Frankfurter Tage und Stunden zusammen erinnern.“
Agnes’ Sohn Friedrich wurde später Oberhofmarschall am Dessauer Hof, ihre Tochter Agnes wurde die Gemahlin des Grafen Ernst Heinrich Leopold von Seherr-Thoß.